# Hyphessobrycon cachimbensis
Hyphessobrycon cachimbensis és una espècie de peix de la família dels caràcids i de l'ordre dels caraciformes.

## Morfologia
- Els mascles poden assolir 4,2 cm de llargària total.[1]

## Hàbitat
Viu a àrees de clima subtropical.

## Distribució geogràfica
Es troba a Sud-amèrica: riu Cachimbo (conca del riu Tapajós).